# سفارة اليابان في ماليزيا
سفارة اليابان في ماليزيا هي أرفع تمثيل دبلوماسي لدولة اليابان لدى ماليزيا. تقع السفارة في وهي تهدف لتعزيز المصالح اليابانية في ماليزيا.

## وصلات خارجية
- قائمة سفارات اليابان
- قائمة السفارات في ماليزيا